# Tomoplagia pseudopenicillata
Tomoplagia pseudopenicillata är en tvåvingeart som beskrevs av Aczel 1955. Tomoplagia pseudopenicillata ingår i släktet Tomoplagia och familjen borrflugor. Inga underarter finns listade i Catalogue of Life.